# Suctobelbella forsslundi
Suctobelbella forsslundi är en kvalsterart som först beskrevs av Karl Strenzke 1950.  Suctobelbella forsslundi ingår i släktet Suctobelbella och familjen Suctobelbidae. Inga underarter finns listade i Catalogue of Life.